# Xã Lenora, Quận Griggs, Bắc Dakota
Xã Lenora (tiếng Anh: Lenora Township) là một xã thuộc quận Griggs, tiểu bang Bắc Dakota, Hoa Kỳ. Năm 2010, dân số của xã này là 60 người.